# Gallirallus okinawae
Gallirallus okinawae е вид птица от семейство Rallidae. Видът е застрашен от изчезване.

## Разпространение
Видът е разпространен в Япония.